# جیولیانو دی روما
جیولیانو دی روما (به ایتالیایی: Giuliano di Roma) یک کومونه در ایتالیا است که در استان فروزینونه واقع شده‌است.

## خصوصیات
جیولیانو دی روما ۳۴٫۰ کیلومترمربع مساحت و ۲٬۳۶۵ نفر جمعیت دارد و ۳۶۳ متر بالاتر از سطح دریا واقع شده‌است.